# 富热尔
富热尔（法語：Fougères，法語發音：[fuʒɛʁ] ⓘ），法国西北部城市，布列塔尼大区伊勒-维莱讷省的一个市镇，同时也是该省的一个副省会，下辖富热尔-维特雷区，其市镇面积为10.47平方公里，2022年1月1日时人口数量为20,602人，在法国城市中排名第458位。
富热尔位于伊勒-维莱讷省东北部，是一个区域性的中心城市和交通枢纽，其附近区域被称为富热尔地区。富热尔位于布列塔尼大区东部边缘，历史上为重要的边境城市，曾多次发生战争，境内有多处历史遗迹。

## 地名来源

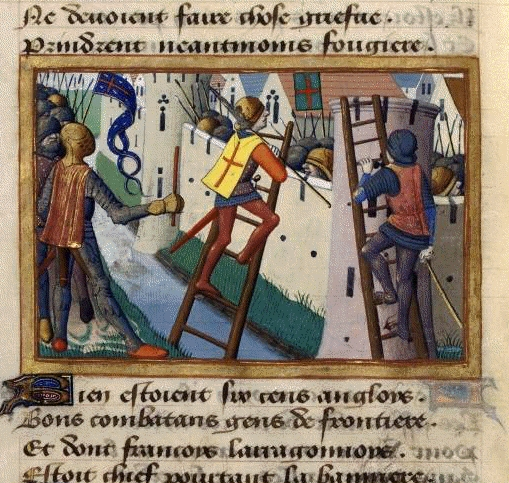
1449年富热尔围城战 (1449年)

“富热尔”一名来源于拉丁语，意为蕨类植物，可能与当地的自然景观有关。现代法语单词亦来源于此。

## 历史
富热尔地区曾发现新石器时期的人类活动遗迹，中世纪初期，当地逐渐形成城镇，但其历史尚无确切记载。中世纪中期，富热尔成为布列塔尼的一个男爵国，彼时，其东部的安茹王国日趋强大，安茹国王亨利二世于1166年放火烧毁了富热尔。1231年，布列塔尼国王皮埃尔一世收复皮埃尔。1449年，正值英法百年战争，英格兰军队展开富热尔围城战，但未能成功。布列塔尼战争期间，富热尔再次发生围城战，后通过王室联姻而彻底成为法兰西的一部分。法国大革命后，富热尔成为伊勒-维莱讷省的一个市镇。彼时，富热尔所在的布列塔尼东部地区保皇派势力较强，被称为“舒旺”，后者发起全民動員运动以推翻共和国，并于1793年11月3日展开富热尔战役，成为旺代战争的重要一战。19世纪中期以后，当地形势逐渐稳定，工业革命使得富热尔出现了多处工厂。二战时期，富热尔境内曾出现了多个抵抗运动组织。20世纪60年代后，富热尔逐渐成为一座科教城市。

## 地理

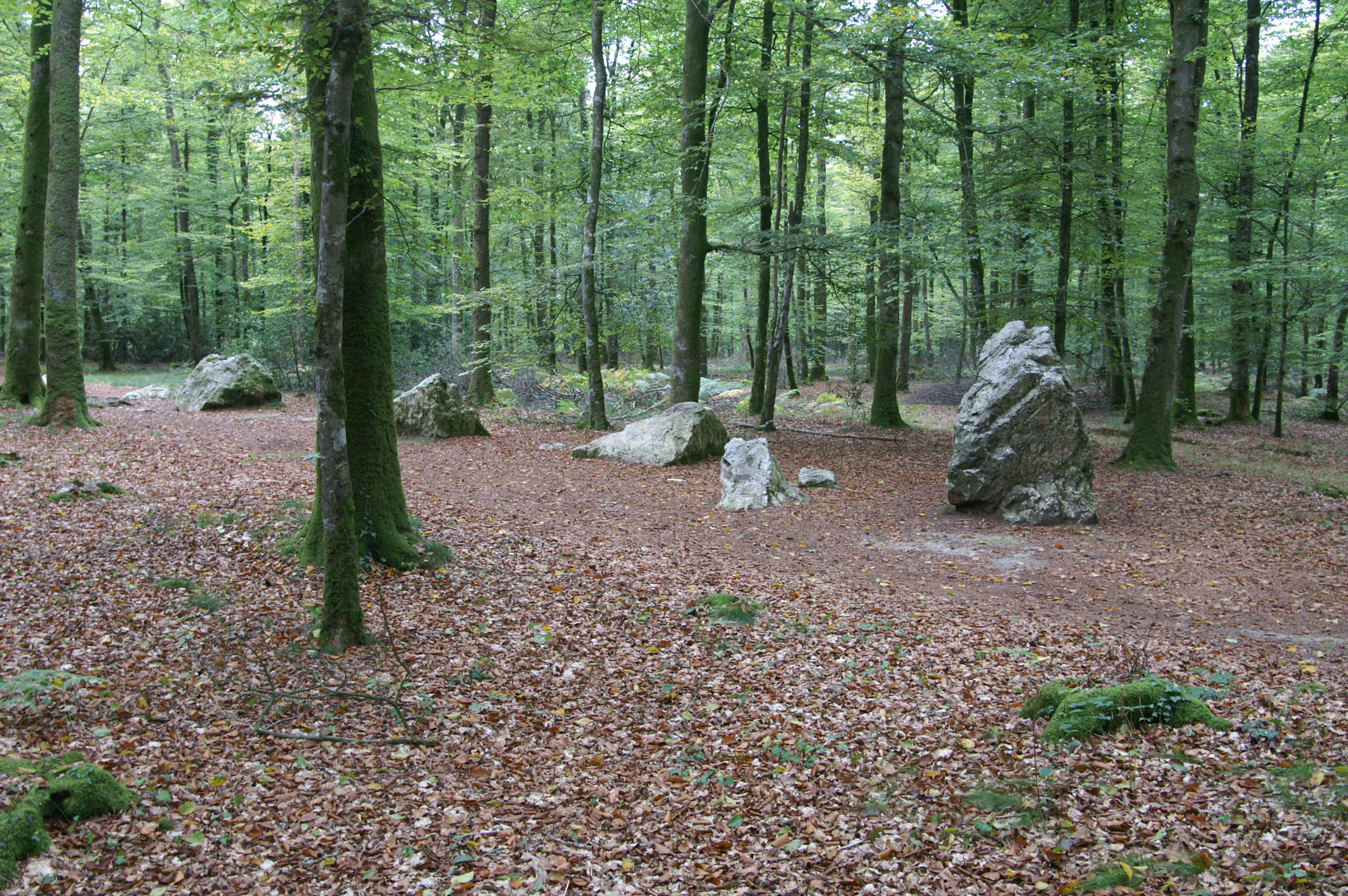
富热尔森林

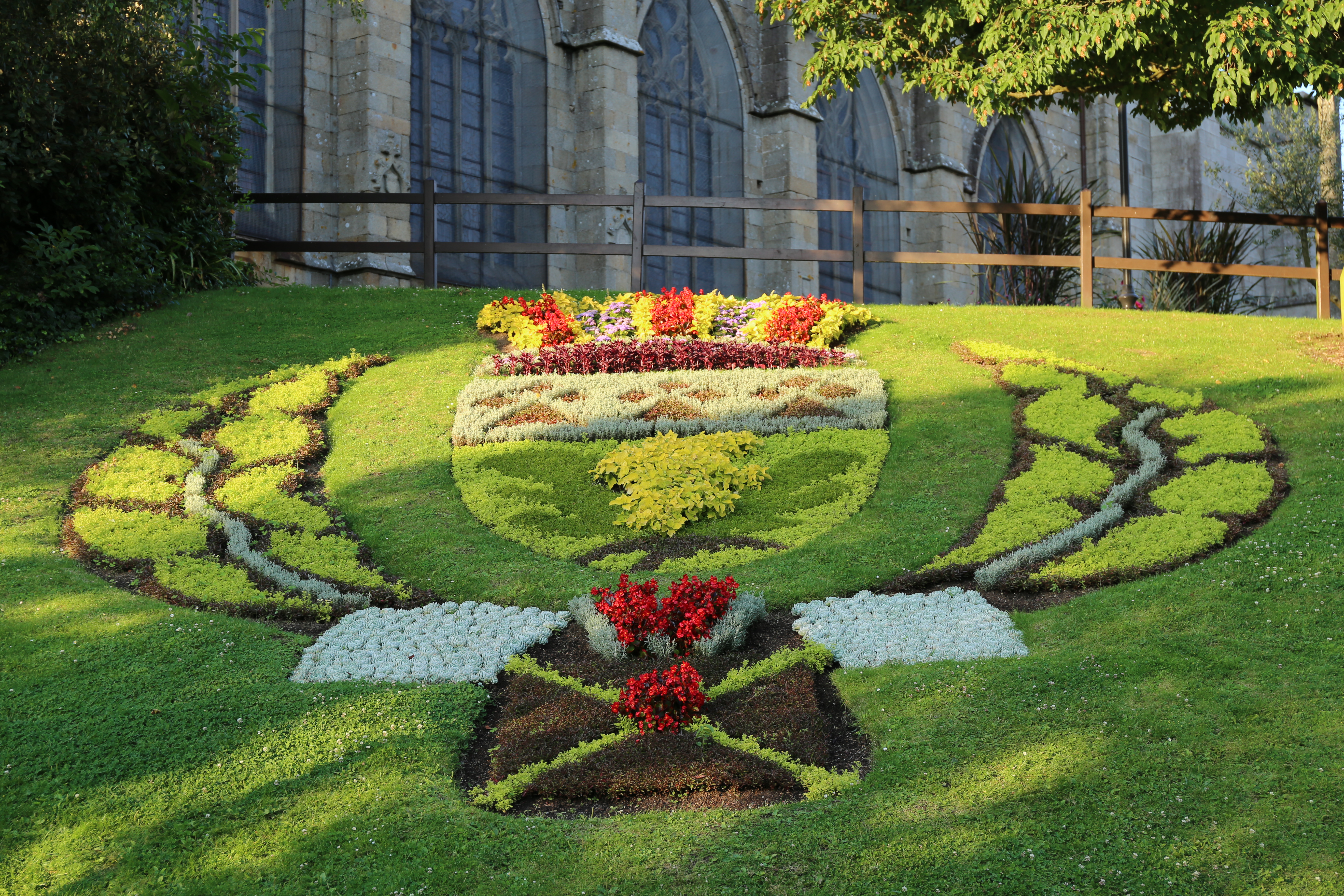
公共花园

富热尔位于法国西北部，布列塔尼大区东北部和伊勒-维莱讷省东北部，距离省会雷恩大约49公里。与富热尔接壤的市镇包括：莱涅莱、博塞、拉塞勒昂吕特雷、雅沃内、莱库斯。

### 地形
富热尔位于阿摩里卡丘陵北麓，境内以丘陵为主，市区地势整体平坦，全境海拔在62到171米之间。

### 水文
楠松河和库埃农河流经境内，该河是维莱讷河的支流，后者独立入海。

### 植被
富热尔属于温带落叶林区，其东北侧为面积达1,673公顷的富热尔森林。市区内的主要绿地包括富热尔公共花园（Jardin public de Fougères）和楠松河两岸等，均常年免费向公众开放。

### 气候
富热尔在柯本气候分类法中属于温带海洋性气候。
富热尔境内设有气象站，以下为该气象站的数据（其中日照数据取自雷恩）：
| 富热尔1981年－2019年 | 富热尔1981年－2019年 | 富热尔1981年－2019年 | 富热尔1981年－2019年 | 富热尔1981年－2019年 | 富热尔1981年－2019年 | 富热尔1981年－2019年 | 富热尔1981年－2019年 | 富热尔1981年－2019年 | 富热尔1981年－2019年 | 富热尔1981年－2019年 | 富热尔1981年－2019年 | 富热尔1981年－2019年 | 富热尔1981年－2019年 |
| 月份                 | 1月                  | 2月                  | 3月                  | 4月                  | 5月                  | 6月                  | 7月                  | 8月                  | 9月                  | 10月                 | 11月                 | 12月                 | 全年                 |
| -------------------- | -------------------- | -------------------- | -------------------- | -------------------- | -------------------- | -------------------- | -------------------- | -------------------- | -------------------- | -------------------- | -------------------- | -------------------- | -------------------- |
| 历史最高温 °C（°F）  | 15.6 (60.1)          | 19.4 (66.9)          | 23 (73)              | 26.7 (80.1)          | 30.5 (86.9)          | 35 (95)              | 35.3 (95.5)          | 37.2 (99.0)          | 31.4 (88.5)          | 28.4 (83.1)          | 19.8 (67.6)          | 17 (63)              | 37.2 (99.0)          |
| 平均高温 °C（°F）    | 7.9 (46.2)           | 8.8 (47.8)           | 11.8 (53.2)          | 14.4 (57.9)          | 18 (64)              | 21.1 (70.0)          | 23.2 (73.8)          | 23.2 (73.8)          | 20.4 (68.7)          | 16.2 (61.2)          | 11.2 (52.2)          | 8.3 (46.9)           | 15.4 (59.7)          |
| 日均气温 °C（°F）    | 5.3 (41.5)           | 5.7 (42.3)           | 8.2 (46.8)           | 10.2 (50.4)          | 13.8 (56.8)          | 16.6 (61.9)          | 18.5 (65.3)          | 18.5 (65.3)          | 16 (61)              | 12.6 (54.7)          | 8.4 (47.1)           | 5.8 (42.4)           | 11.6 (52.9)          |
| 平均低温 °C（°F）    | 2.8 (37.0)           | 2.7 (36.9)           | 4.5 (40.1)           | 6 (43)               | 9.5 (49.1)           | 12.1 (53.8)          | 13.8 (56.8)          | 13.8 (56.8)          | 11.6 (52.9)          | 9.1 (48.4)           | 5.6 (42.1)           | 3.2 (37.8)           | 7.9 (46.2)           |
| 历史最低温 °C（°F）  | −15.2 (4.6)          | −10.6 (12.9)         | −6.8 (19.8)          | −3.2 (26.2)          | −1 (30)              | 3 (37)               | 6.2 (43.2)           | 3.9 (39.0)           | 2.8 (37.0)           | −1.6 (29.1)          | −5.7 (21.7)          | −9 (16)              | −15.2 (4.6)          |
| 平均降水量 mm（）    | 95.1 (3.74)          | 73 (2.9)             | 71.2 (2.80)          | 62 (2.4)             | 78.3 (3.08)          | 54.1 (2.13)          | 70.8 (2.79)          | 51.6 (2.03)          | 71.9 (2.83)          | 95.4 (3.76)          | 97.2 (3.83)          | 102.6 (4.04)         | 923.2 (36.35)        |
| 月均日照時數         | 69.1                 | 87.2                 | 128.4                | 162.7                | 191.2                | 217.3                | 210.7                | 205.5                | 177.8                | 117.5                | 81.3                 | 68.6                 | 1,717.3              |
| 来源：infoclimat.fr  |                      |                      |                      |                      |                      |                      |                      |                      |                      |                      |                      |                      |                      |

## 行政区划
富热尔是法国布列塔尼大区伊勒-维莱讷省的一个市镇，编号为35115，它也是伊勒-维莱讷省的一个副省会。富热尔下辖富热尔-维特雷区，隶属于伊勒-维莱讷省第六选区，管理富热尔第一县和第二县，同时也是富热尔城市圈公共社区的核心城市。
富热尔市镇被划为5个街区，自2002年起实行街区自治制度。
法国国家统计与经济研究所（简称）在进行数据统计时，将富热尔及相邻的另外3个市镇设为富热尔城市核心区，并将包括核心区在内的周边共19个市镇划为富热尔城市区。同时，还将富热尔市镇分为了10个“块区”（IRIS），以便于统计人口分布情况。

## 交通

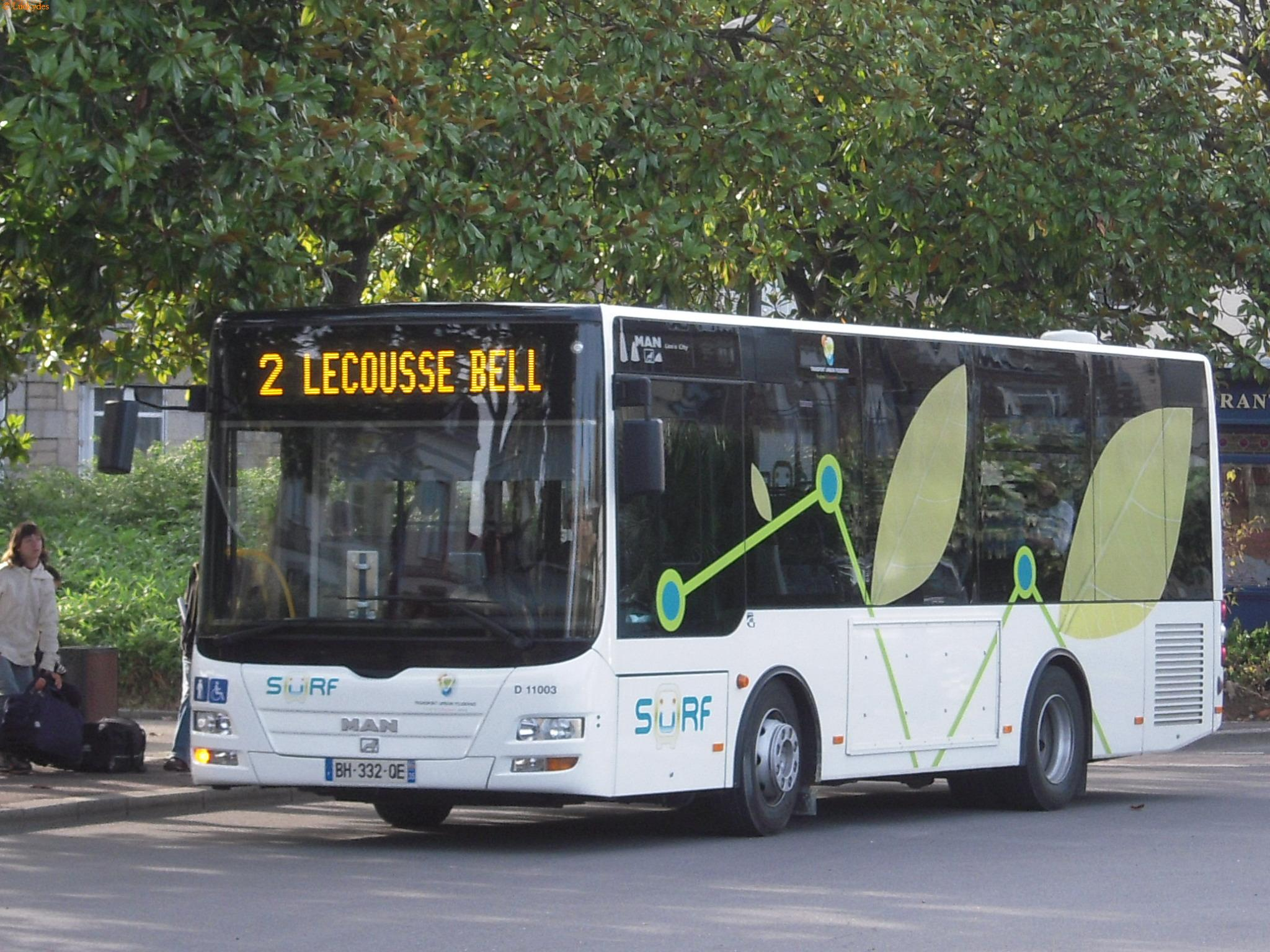
富热尔市区的一辆公共汽车

### 公路
法国国道N12线和多条伊勒-维莱讷省省道在富热尔境内交汇，布列塔尼大区下属的城际客运提供巴士线路，可前往雷恩和维特雷。
2017年，70.8%的富热尔家庭拥有至少一辆的私人汽车。2018年，富热尔境内共发生各类交通事故11起，造成1人遇难，16人受伤。

### 铁路
富热尔位于维特雷－蓬托尔松铁路上，该铁路已于1991年彻底关闭废弃。距离富热尔最近的客运铁路车站为维特雷站，该站停靠直达前往巴黎的高速列车，以及往返于拉瓦勒和雷恩一线的区域列车。

### 航空
距离富热尔最近的民用航空站为雷恩机场，距离富热尔市中心的公路里程约59公里。

### 城市公共交通
富热尔城市公共交通（商业名称为，是其法语全名的首字母简称）是当地的城市公共交通系统。截至2021年1月，该系统共包括6条常规公交线路和2条定制公交线路，路网覆盖了富热尔市区内的主要街道和居民区。

## 政治

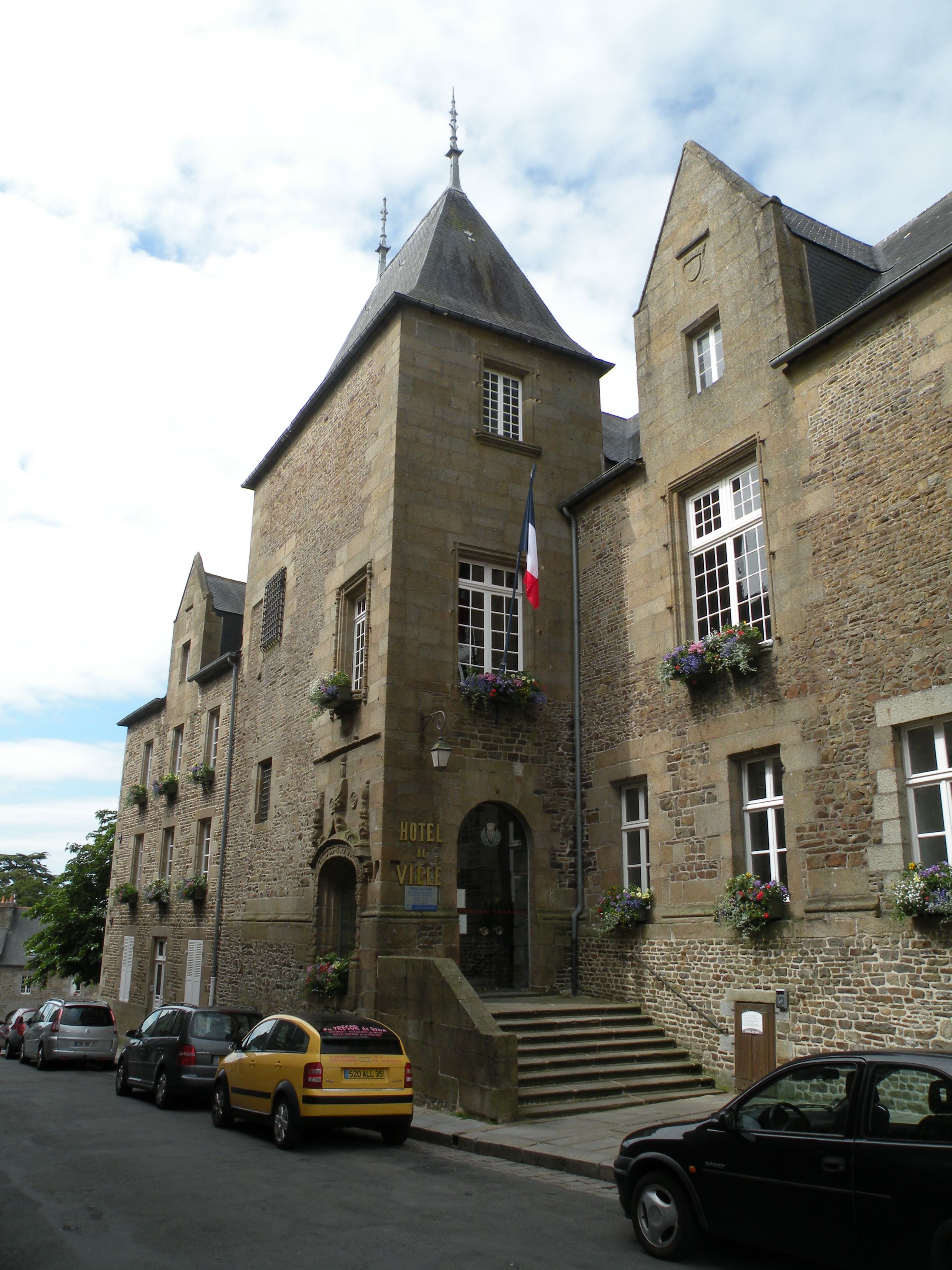
富热尔市政厅

富热尔的现任市长为路易·弗夫里耶先生（Louis Feuvrier），他是一名中间派，在2020年的市政选举中获得了51.17%的支持率。
在2017年的法国总统大选中，法国第25任总统埃马纽埃尔·马克龙在富热尔获得了76.76%的支持率。
| 富热尔历届市长 |               |                                    |
| 任期           | 市长          | 党派                               |
| 1944年－1947年 | 亨利·勒比费   | RAD激进党                          |
| 1947年－1965年 | 伊波利特·雷奥 | MRP人民共和运动                    |
| 1965年－1971年 | 让·马德兰     | CD法国民主中心 →CDS社会民主中心    |
| 1971年－1983年 | 米歇尔·宽塔   | UDR共和国保卫联盟 →RPR保衛共和聯盟 |
| 1983年－2007年 | 雅克·福舍     | PS社会党                           |
| 2007年－       | 路易·弗夫里耶 | DVG左翼无党派人士 →DVC混杂中间派   |

## 人口
2017年，富热尔市镇人口数量为20,418，在法国排名第458位。其中男性9,559人，女性10,859人，75岁及以上人口占12.8%，外籍人口数量为5,152人，人口密度为1,952人/平方公里，当地居民被称为（男性）或（女性）。2018年，富热尔境内出生190人，死亡人口265人。
| 年份   | 1936   | 1946   | 1954   | 1962   | 1968   | 1975   | 1982   | 1990   | 1999   | 2006   | 2011   | 2016   | 2018   |
| ------ | ------ | ------ | ------ | ------ | ------ | ------ | ------ | ------ | ------ | ------ | ------ | ------ | ------ |
| 人口數 | 20,432 | 19,281 | 23,151 | 24,279 | 26,045 | 26,610 | 24,362 | 22,239 | 21,779 | 20,941 | 19,775 | 20,194 | 20,528 |

## 经济
富热尔是一个区域性的中心城市，当地共有各类用人单位2,454家，平均历史为18年，其中98.38%为中小型企业（PME）。（眼镜制造）、（物流）及（汽车销售）是当地2019年营业额最高的三个企业，分别为135,729,318欧元、39,601,773欧元和22,333,087欧元。

## 财政收入
2018年，富热尔的财政收入总额为24,407,900欧元，财政支出总额为21,200,800欧元，当年的债务总额为24,973,200欧元。
2015年，富热尔的人均月收入总额为2,134欧元，其中高级职员为4,251欧元，中级职员为2,404欧元，普通职员为1,806欧元。
2017年，富热尔境内的青壮年（15至64岁）失业率为17%，当地41.4%的家庭拥有纳税资格。

## 社会事务

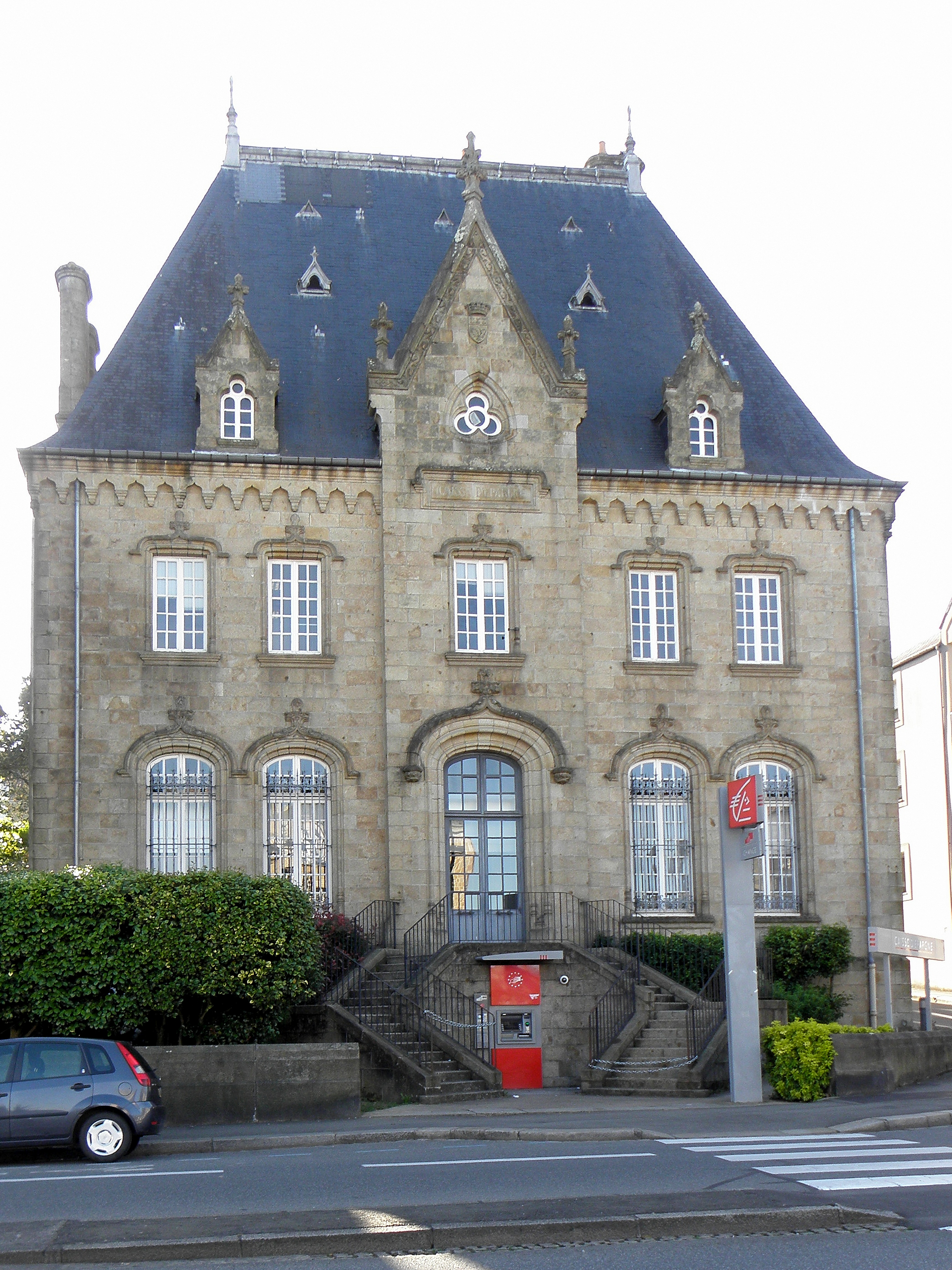
储蓄银行

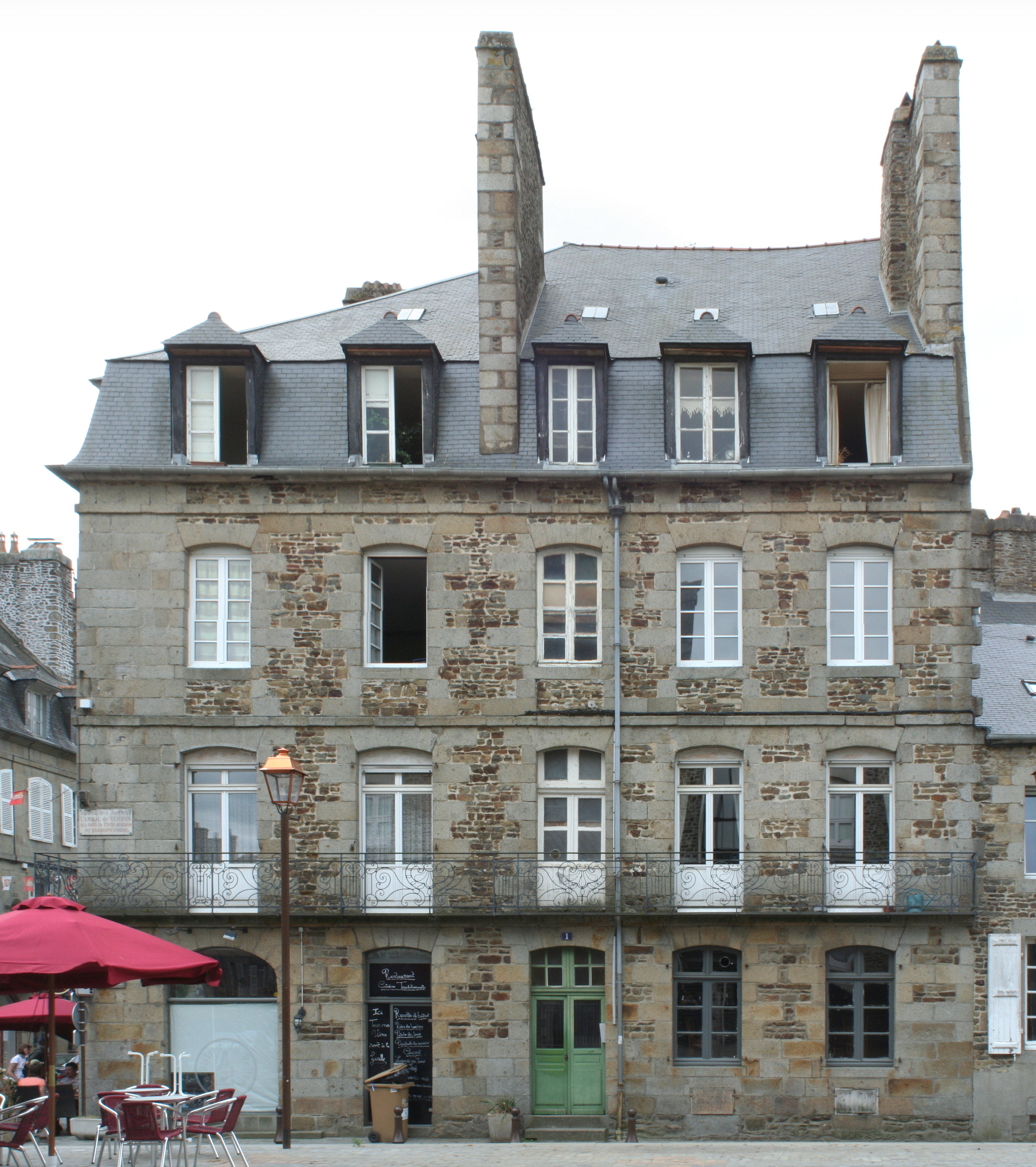
民居

### 教育
富热尔属于雷恩学区。截止2019年1月1日，富热尔境内共有2所幼儿园、11所小学、4所初级中学、2所普通高中、2所农业高中和2所职业高中，其中一所学校提供布列塔尼课程。2018至2019学年度，富热尔境内共有在校中等教育阶段学生4,323名。
在高等教育方面，富热尔境内有一处卫生学校。

### 医疗
截止2019年1月1日，富热尔境内共有全科医生17名、保健师30名、牙医23名、护士26名、眼科医生6名、皮肤科医生1名、助产士2名、儿科医生2名和妇科医生2名。境内共有药房12家、养老院4家、残疾人帮扶中心8家。
富热尔中心医院（Centre Hospitalier de Fougères）是法国的一个区域性医疗机构，其主病区位于富热尔市区，设有床位427个，是当地规模最大的公立综合性医院。

### 住房
2017年，富热尔境内共有各类住房11,986套，其中41.7%为独立式居民区，56.3%为集中式居民区。常住房屋占富热尔市镇范围内居民建筑总量的88.4%。

### 商业
2019年，富热尔境内共有各类实体商铺460家，其中餐厅79家、大型超市8家、杂货店14家、面包房19家、肉铺10家、书店7家、装饰品店1家、银行门店13家、美容美发店36家、汽车维修店21家。市区东南部建有大型开放式商业街区。

### 体育
2019年，富热尔境内共有11间体育馆、1座综合体育场、5处网球场、1处马术场、6处足球或橄榄球场以及7处篮球或排球场。
截至2021年1月，富热尔境内共有三家注册足球俱乐部：
- 富热尔AGL之旗足球俱乐部（AGL Drapeau Fougères Football），2020至2021赛季参加法国全国丙组联赛（法戊）
- 富热尔体育俱乐部（Fougères F.C.），2020至2021赛季参加伊勒-维莱讷省足球联赛
- 富热尔平原奥林匹克俱乐部（Cercle Olympique Pleine-Fougères），参加五人制足球联赛

### 环境
富热尔的环境事务由其所属的公共社区负责。2019年，富热尔境内共有2家污染企业。

### 治安
2019年，富热尔市镇范围内共有1处派出所和1处宪兵队。
2014年，富热尔及附近地区共发生各类案件1,230起，其中盗窃类案件779起，经济类案件155起，毒品交易类案件76起。

## 文化
2019年，富热尔境内共有1家剧场、1家电影院和1家音乐厅。富热尔市政府提供多媒体中心，向公众全年开放。

### 建筑
富热尔境内有多处法国国家文物保护单位，其中富热尔城堡、富热尔钟楼、圣母门等为当地的代表性建筑物。

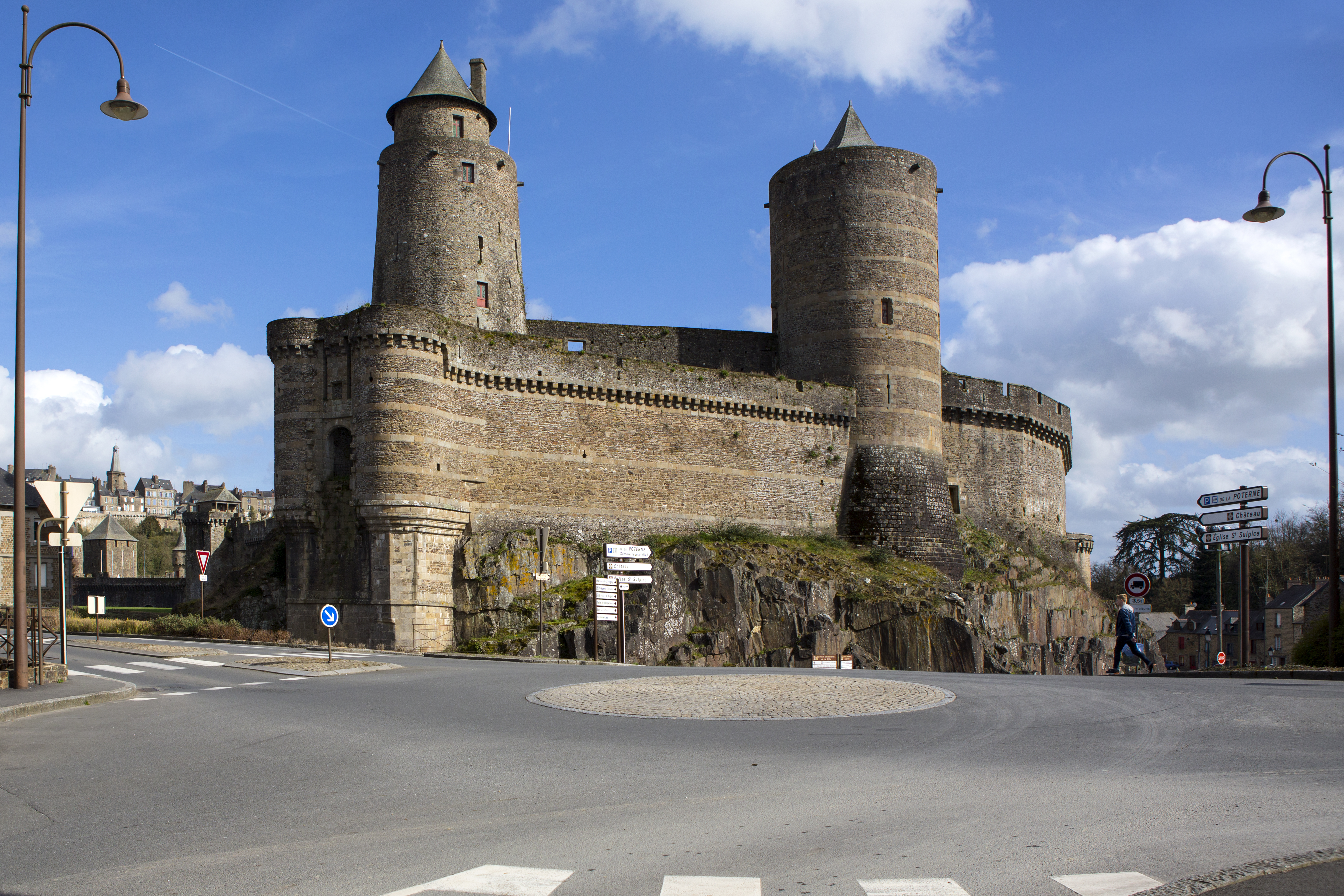
富热尔城堡
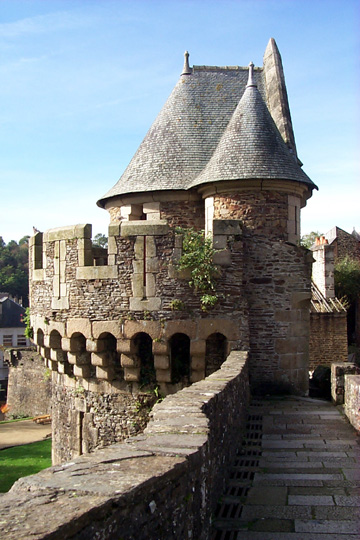
城堡碉楼
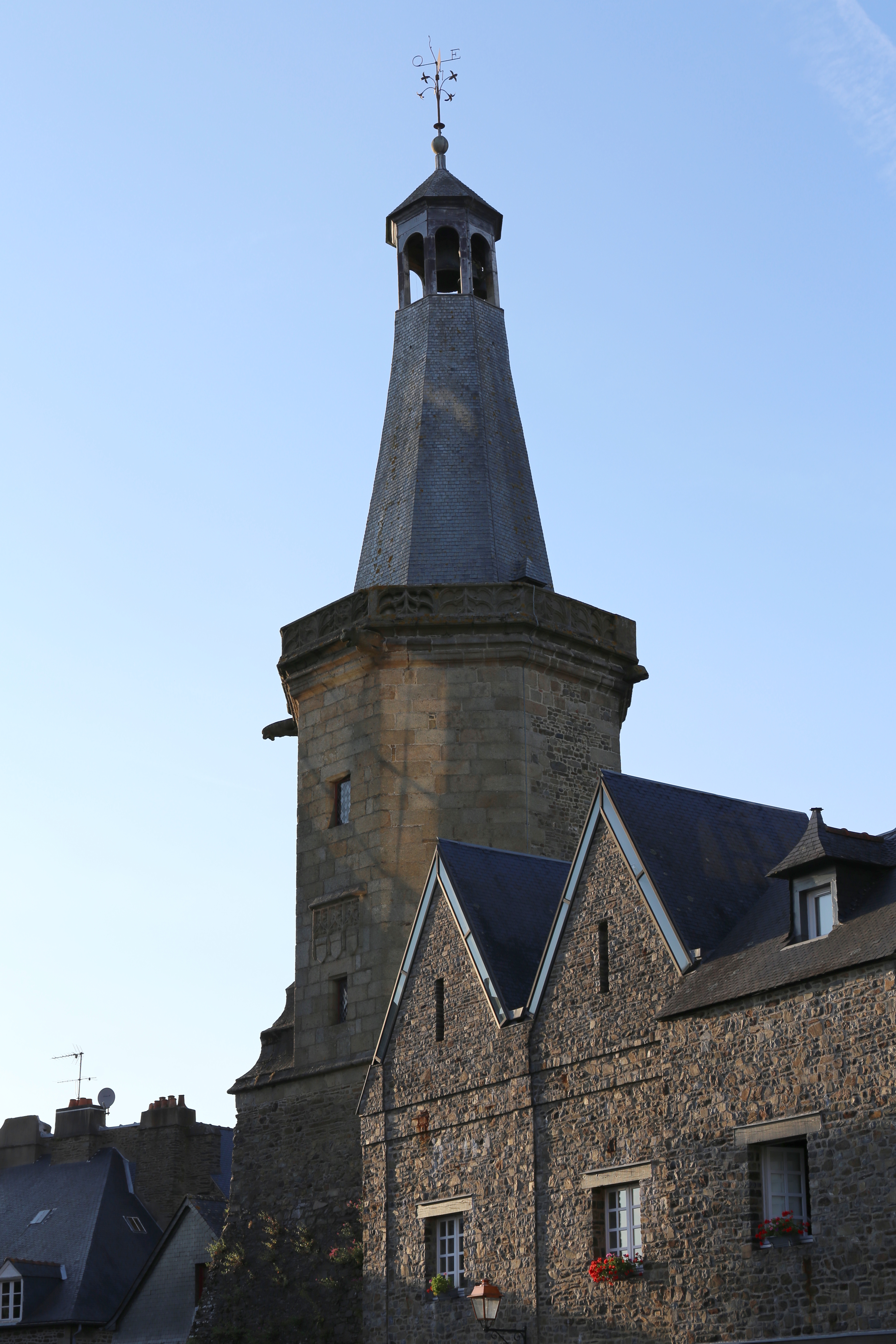
钟楼
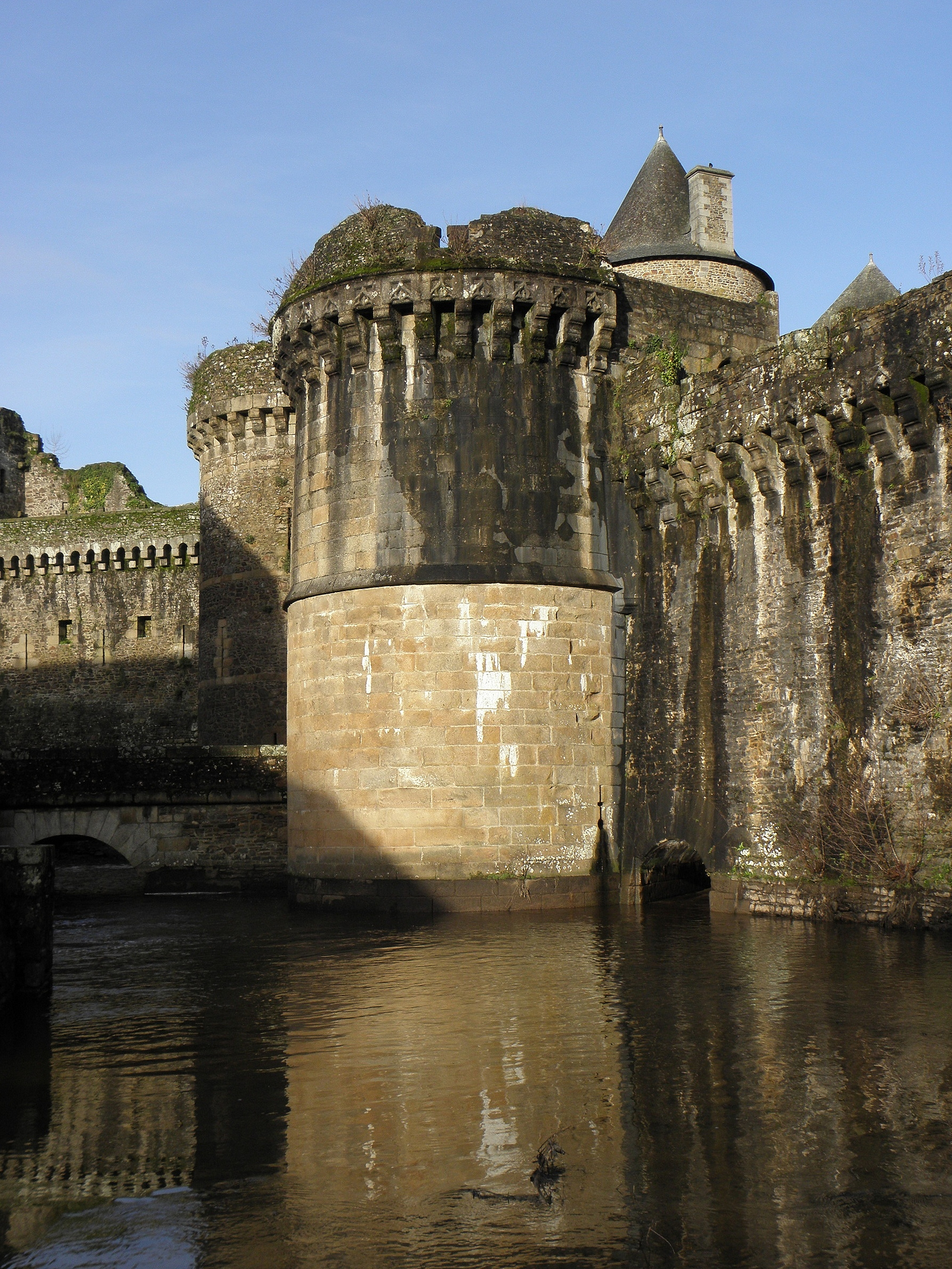
圣母门（法语：Porte Notre-Dame (Fougères)）
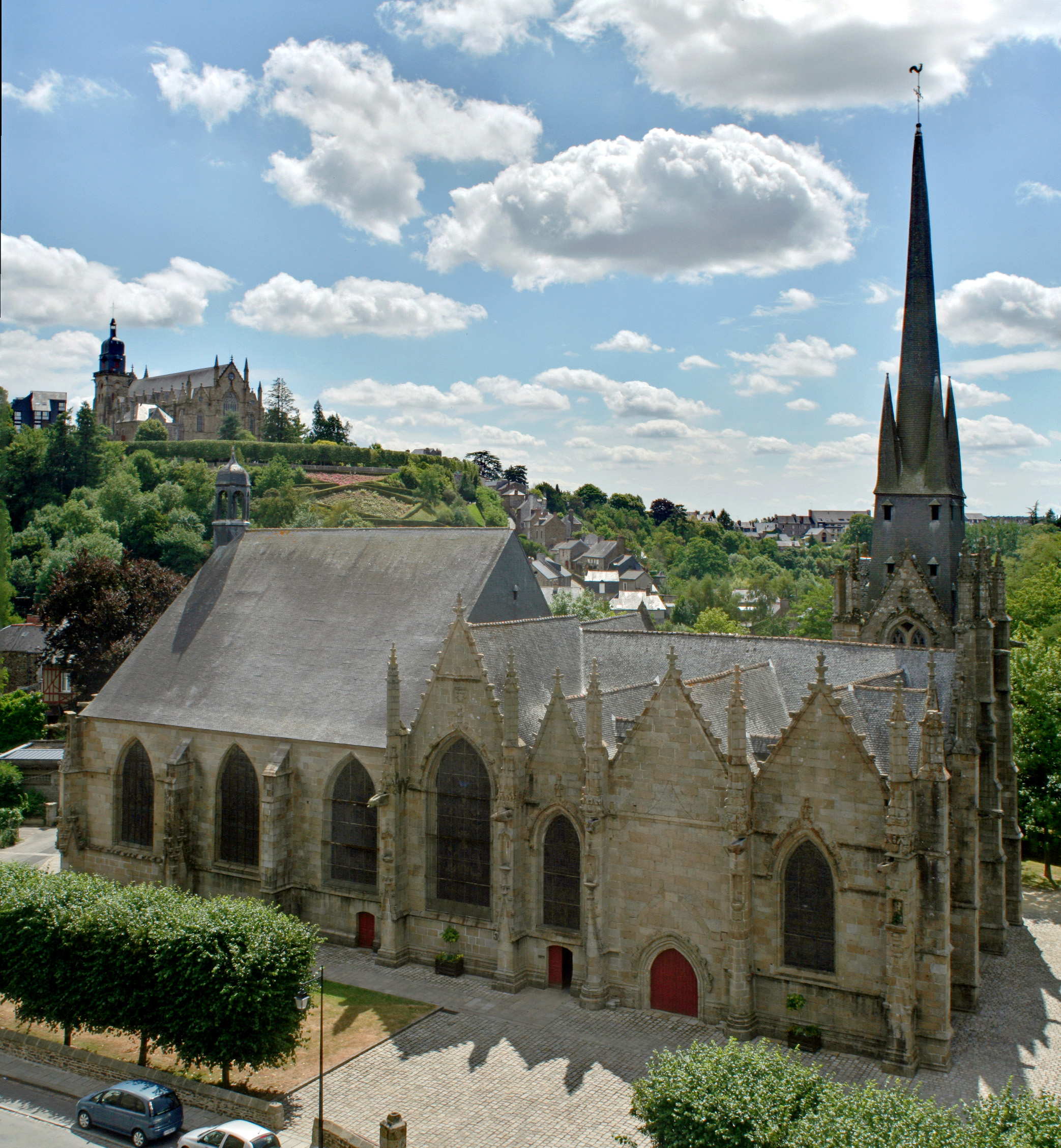
富热尔圣叙尔皮斯教堂（法语：Église Saint-Sulpice de Fougères）
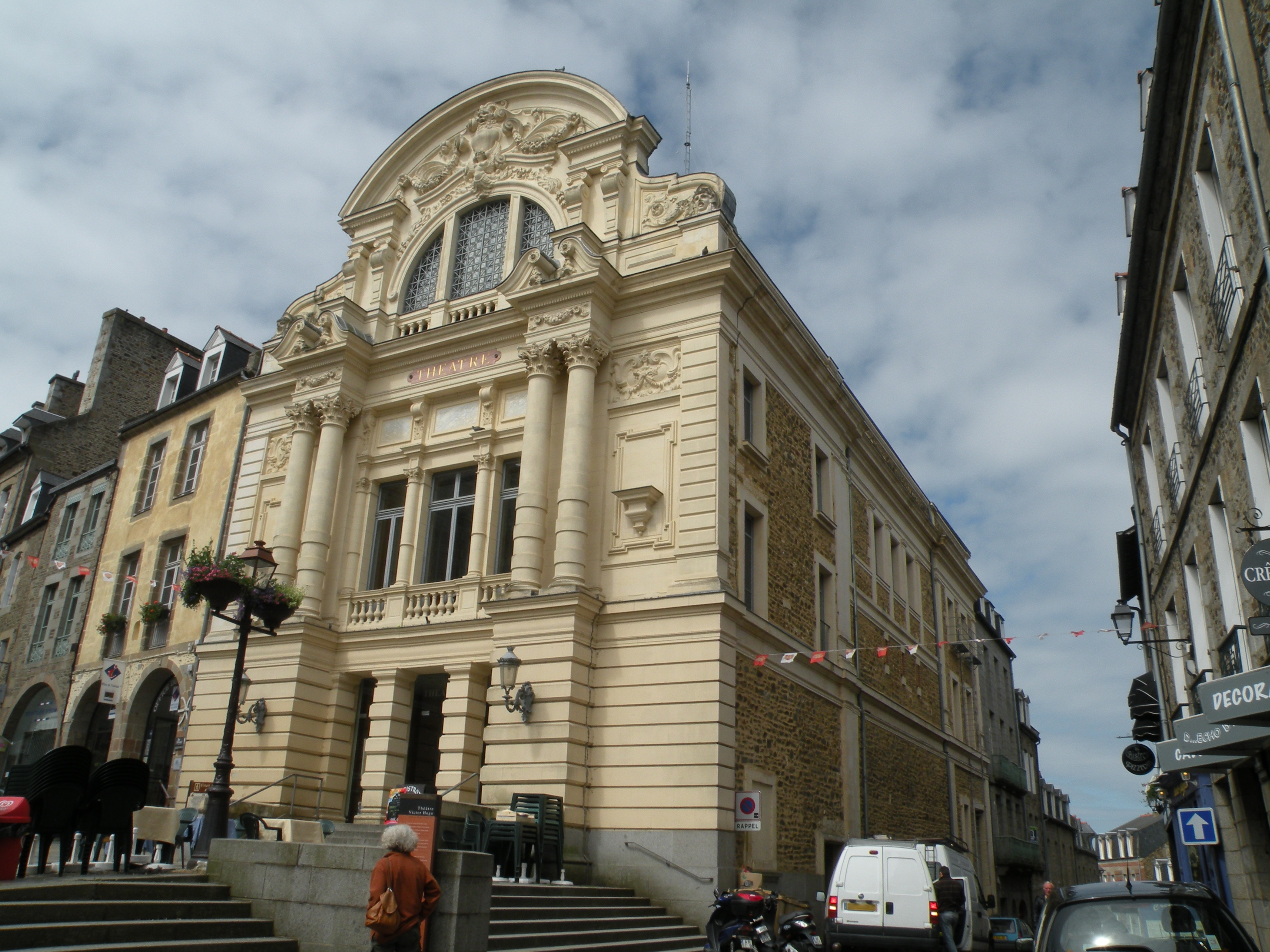
富热尔剧场（法语：Théâtre Victor-Hugo (Fougères)）

### 旅游
富热尔的旅游事务由其所属的公共社区负责。2020年，富热尔境内共有6家宾馆共计156间房间；另有1个露营地，可容纳共88辆露营车。

### 媒体
法国主要的媒体均可在富热尔接收，法国电视三台下属的布列塔尼大区频道在部分时段播出富热尔所属区域的地方新闻。

### 音乐
富热尔因Bagad Bro Felger地方音乐节而闻名。

## 相关人物
法国将军让·昂布鲁瓦斯·巴斯通·德·拉里布瓦西埃、文学家让·盖埃诺、导演乔治·弗朗瑞、足球运动员法比安·勒穆万纳出生于富热尔。

## 友好城市
截至2021年1月，富热尔共与两座城市互为友好城市关系：
- 德国 巴特明斯特艾费尔
- 英格兰 阿什福德